# 埼玉県知事公館

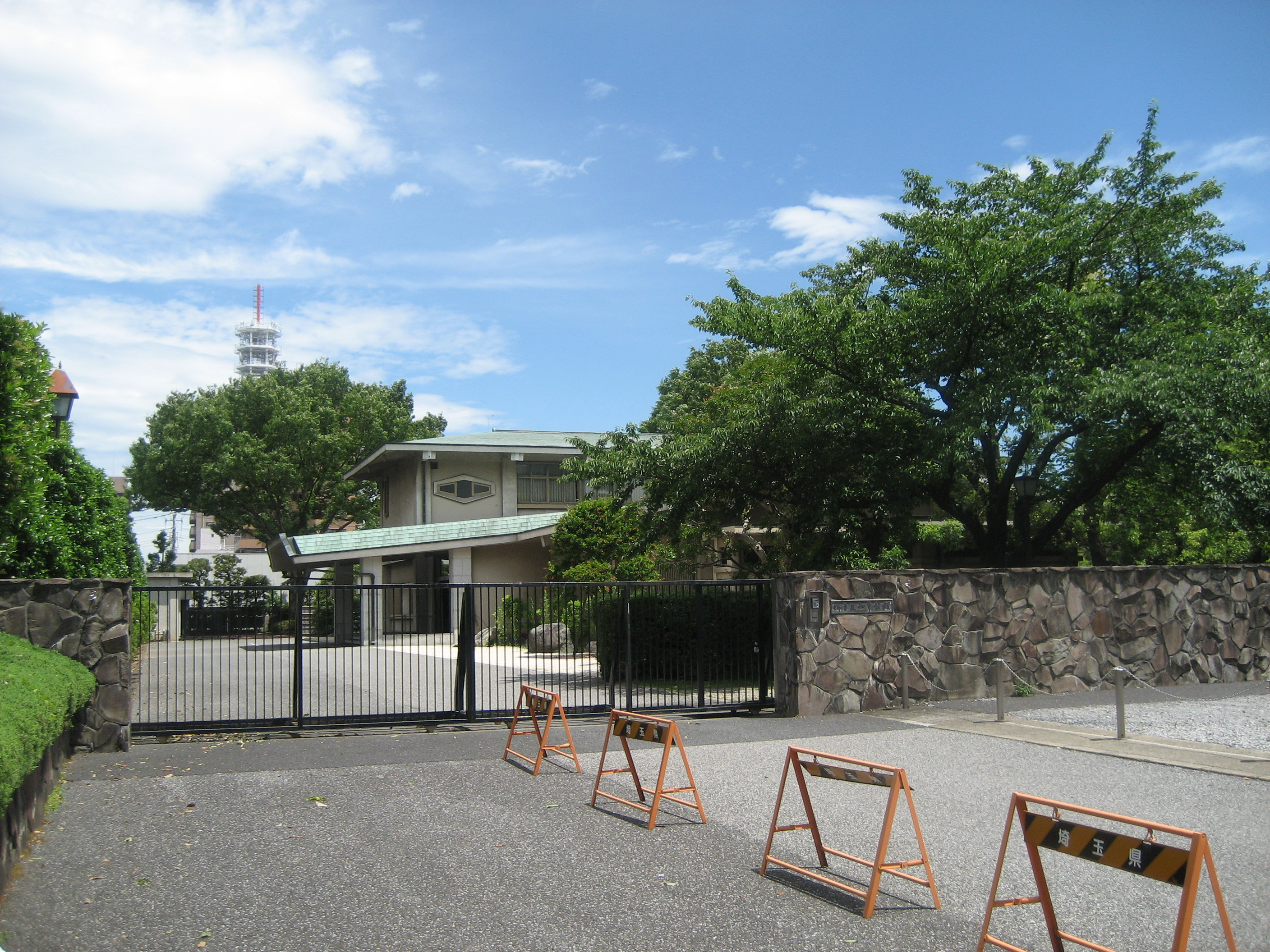
埼玉県知事公館（2012年）

埼玉県知事公館（さいたまけんちじこうかん）は、埼玉県さいたま市浦和区常盤四丁目に所在する、埼玉県の賓客接遇施設（ゲストハウス）などに使う知事公館。埼玉県知事の公邸である埼玉県知事公舎（さいたまけんちじこうしゃ）を併設し、大野元裕知事が居住する。

## 概要

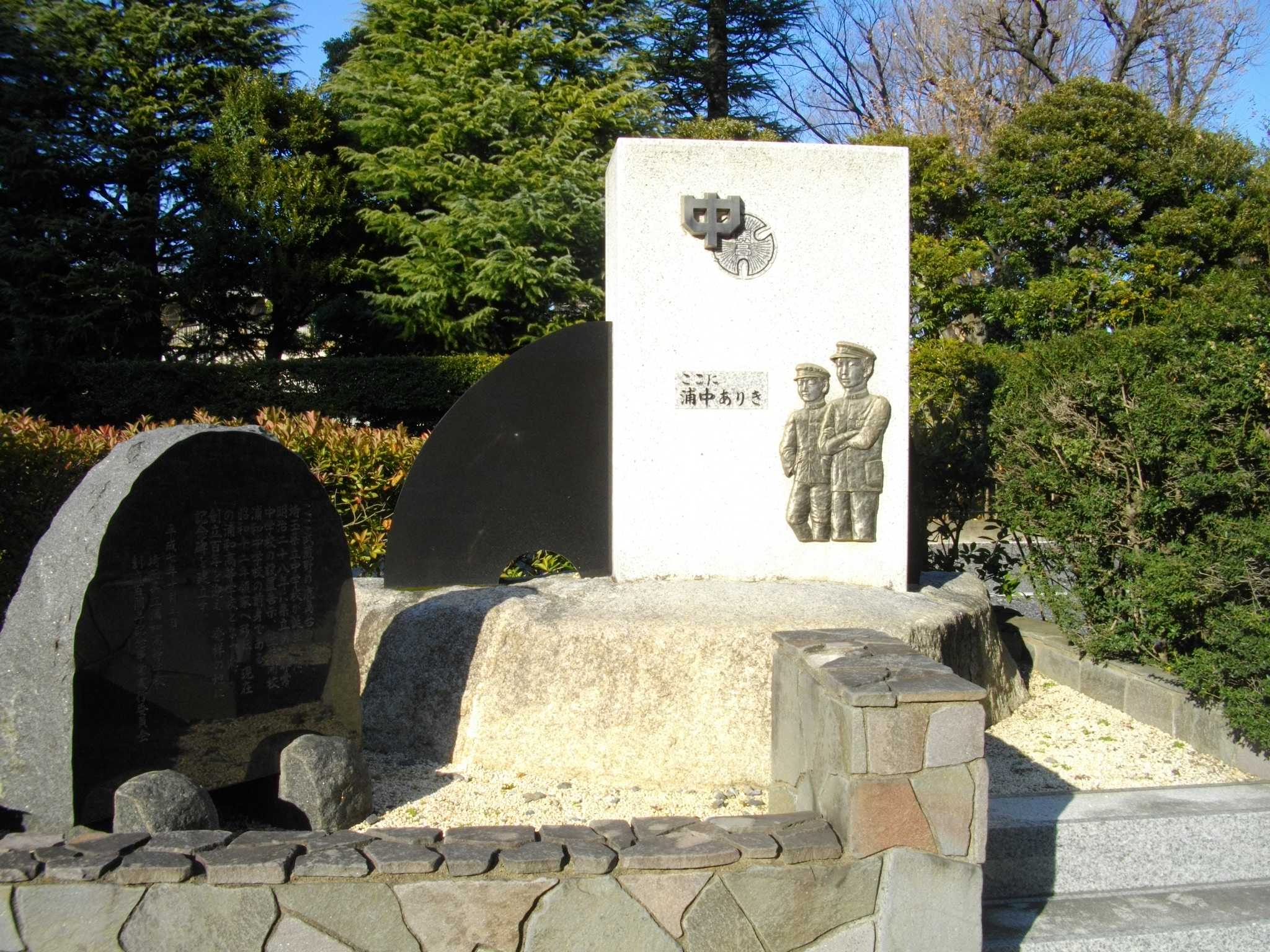
公館前の旧制浦和中学記念碑

さいたま市浦和区（旧・浦和市）常盤の旧制浦和中学校（現・埼玉県立浦和高等学校）の跡地に建つ。1937年（昭和12年）に浦和中学が領家に移転し、その跡地は戦中は軍部隊の用地として使用、戦後は駐留軍の宿舎用地、駐留軍引き上げ後は埼玉県の地方公務員研修所などに使われた。1966年（昭和41年）に公務員研修所が消防学校と共に大宮市の埼玉県種鶏場（現・埼玉県農業技術研究センター）跡地へ移転し、その跡地に1967年（昭和42年）9月、現在の知事公館の館舎が建設され、公館の2階を埼玉国体に臨幸した昭和天皇・香淳皇后のお泊り所として使用された。後日、全国身体障害者スポーツ大会に臨席した皇太子・同妃のお泊り所として使用された後、正式に使用開始となった。
埼玉県庁舎に大規模な会議室が設けられてないため、県庁内での重要な会議はこちらで行われる。市役所通りに面している。毎年埼玉県民の日には一般に内部が公開されている。なお、畑和は浦和市内（旧浦和市役所の東側）に自宅があったため、知事在任中は公舎を使用しなかった。

## 歴史
- 1967年（昭和42年）9月 - 昭和天皇のお泊り所として開館。
- 2003年（平成15年）7月11日 - 土屋義彦が公館に県幹部を集め辞任の意向を伝える。

## 所在地
- 埼玉県さいたま市浦和区常盤4-11-8

## 周辺施設
- さいたま市役所
- 埼玉県庁舎
- 埼玉県警察本部
- 浦和警察署
- ロイヤルパインズホテル浦和
- NHKさいたま放送局
- 常盤公園